# Stormtroopers of Death
Stormtroopers of Death (S.O.D.) er et amerikansk thrash metal-band.

## Medlemmer
- Scott Ian – guitar
- Dan Lilker – bas
- Charlie Benante – trommer
- Billy Milano – vokal

## Diskografi
- Speak English Or Die
- Live At Budokan
- Bigger Than The Devil
- Rise Of The Infidels

## Ekstern henvisning
- www.sgt-d.com Arkiveret 7. januar 2007 hos  Wayback Machine

| Musikgruppe | Spire Denne artikel om en amerikansk musikgruppe er en spire som bør udbygges. Du er velkommen til at hjælpe Wikipedia ved at udvide den. |